# Конрад (король Италии)
Конрад II (нем. Konrad; итал. Corrado di Lorena; 12 февраля 1074, Герсфельдское аббатство, Германия — 27 июля 1101, Флоренция, Италия) — король Германии в 1087—1098 годах и король Италии в 1093—1098 годах.

## Биография

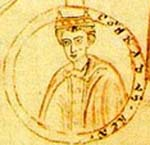
Конрад

Конрад родился 12 февраля 1074 года в Герсфельдском аббатстве и был вторым сыном императора Священной Римской империи Генриха IV и его жены Берты Савойской. Он был крещен в аббатстве через три дня. Старший брат Конрада, Генрих, родился в августе 1071 года, и в этом же месяце умер.
В 1076 году Конраду передали титулы герцога Нижней Лотарингии и маркграфа Туринского. В том же году он сопровождал своего отца на пути в Каноссу. Конрада поручили заботе миланского архиепископа Тедальда.
В 1087 году Конрад был избран королём Германии и был коронован 30 мая в Ахене, став официальным наследником своего отца. В 1093 году он был коронован королём Италии в Милане архиепископом Ансельмом III. Согласно миланскому историку Ландульфу Младшему, он был также коронован в Монце, где хранилась Железная корона.
Под влиянием маркизы Матильды Тосканской и своей мачехи Евпраксии Всеволодовны, дочери киевского князя Всеволода Ярославича, Конрад в 1093 году присоединился к папскому лагерю, стоявшему против императора Генриха IV, таким образом став врагом своего отца.
В 1095 году на совете города Пьяченцы он подтвердил обвинения Евпраксии, в которых она утверждала, что Генрих состоял в секте николаитов, участвовал в их оргиях и на них даже предлагал ему вступить с ней в сексуальную связь. Вскоре после этого в Кремоне Конрад поклялся быть лояльным к римскому папе Урбану II, став стратором папы, то есть стал водить под узды папскую лошадь, что являлось символическим жестом смирения. В свою очередь Урбан обещал ему императорскую корону. В этом же году Урбан устроил бракосочетание Конрада и Констанции Сицилийской, дочери графа Рожера I Сицилийского.
Отец-император прореагировал на эти события тем, что объявил в Майнце своим наследником младшего сына Генриха, будущего императора Генриха V. После этого Конрад потерял власть над политическими событиями в Италии. А 27 июля 1101 года он умер во Флоренции в возрасте 27 лет, уже не имея титулов короля Римского и Итальянского.
Был похоронен в Санта-Репарата, ныне известной как Санта-Мария-дель-Фьоре.

## В художественной литературе
Конрад стал одним из персонажей романа Павла Загребельного «Евпраксия».